# Грушівський Архангела Михаїла чоловічий монастир
Грушівський Архангела Михаїла чоловiчий монастир - чоловічий монастир УПЦ (МП) в с. Грушово, Закарпатської області.

## Історія
Дата заснування монастиря не відома, проте за наявними даними він був заснований ще перед Монгольським вторгнення до Угорщини в 1242 році. Це підтверджує те, що місцеві монахи просили дозволу угорського короля Бела ІV відбудувати монастир, оскільки він був знищений монголами як і документи (грамоти) пов'язані з ним зникли. Наприкінці ХІІІ ст. з'являються нові згадки про Грушівський монастир.
В другій половині ХІV ст., молдавський воєвода Сас взяв монастир під свою охорону й розбудував новий монастир. Опісля його сини Балк і Драг, забезпечили будівництво монастирської церкви та доходами від трьох сіл, (Грушово, Криве та Тересва), та млином. Опісля Балк і Драг звернулися з прохання до Константинопольського патріарха Антонія ІV, щоб той узяв Грушівський монастир під свою опіку, надаючи йому права ставропігії. Патріарх Антоній ІV грамотою від 14 серпня 1391 р., проголосив Святомихайлівський монастир у Грушеві ставропігіальним, надавши йому безпосереднє підпорядкування владі патріарха, а тодішній ігумен монастиря Пахомій був призначений його екзархом.
В результаті Ігумен Пахомій отримав право видавати нові розпорядження щодо збереження порядку, розглядати й вирішувати спори поміж духовенством, як також посвячувати новопобудовані храми. Проте, оскільки він не був єпископом, то не мав права висвячувати нових священиків чи дияконів.
Архімандрид монастиря також набув право користуватися деякими єпископськими відзнаками, тобто мітрою, жезлом та золотим нагрудним хрестом.
Також певний період Грушівський монастир став головним монастирем Марморощини і йому були підпорядковані ще й інші довколишні монастирі. Так архімандрит Грушівського монастиря Симеон, у 1456 р. взяв під свою охорону два невеличкі монастирі у Сарвасові та Сопунці, які були пограбовані жителями міста Довге Поле. Після чого, за зверненням Симеона король, наказав довгопільській громаді повернути монастирям їхні незаконно захоплені землі.
Після смерті братів Драга (1402 р.)та Балка (1404 р.) їх нащадки надалі опікувались монастирями та підтверджували їх привілеї. Проте в другій половині ХV ст. усі їх нащадки переселилися на низину Угорщини, а Грушівський монастир утратив своїх відданих покровителів, як і значну частину дарованих йому привілеїв.
Після втрати покровителів монастир був атакований місцевими феодалами сусіднього коронного міста Довге Поле, проте навіть прохання до короля не завжди давало відповідний результат.
Наприкінці ХV ст., король Володислав ІІ 1491 р. затвердив Мукачівського єпископа Івана, той намагався старався підпорядкувати собі всі марамороські парафії, у тому числі і Грушівський монастир. Тодішній грушівський архімандрит Іларій, щоб забезпечити за собою права патріаршого екзарха, звернувся до короля Владислава ІІ з клопотанням, який у 1494 р. затвердив надані монастирю Константинопольським патріархом права з умовою, що як Іларій, так і його наступники, «зобов'язані виявляти Мукачівському єпископові належну підлеглість і слухняність».
Проте єписком Іван спробував отримати від монастиря підлеглі парафії тож архимандрит Іларій у 1498 році знову звернувся до короля про допомогу. В результаті вже за нового короля Фердинанда І в 1551 році признав владу Мукачівського єпископа над всім Марамороським комітатом і тим самим і над Грушевським монастирем тож монастир втратив патріарші привілеї ставропігії і був підпорядкований Мукачівському єпископу Василієві.
У відповідносу статусі монастир перебував до його повного знищення в період з 1657 по 1680 роки.

## Друкарня
В монастирі діяла друкарня де вже між 1445-1456 рр. вийшла друком перша слов'янська книга, т. зв. Октоїх. Коштом семигородського князя Дєрдя І Ракоці, в цій друкарні видано першу молдавську книгу − переклад Нового Заповіту. Оскільки як в монастирі діяла школа для оволодіння майтерністю каліграфії, тут були скопійовані та перекладені на румунську мову «Псалтир», «Євангеліє» та «Діянна Апостолів». У ХVІІ столітті, монастир за Фіоль Швайпольт перетворився на центр першодрукарства кирилицею мовою на Закарпатті.

## Археологічні дослідження

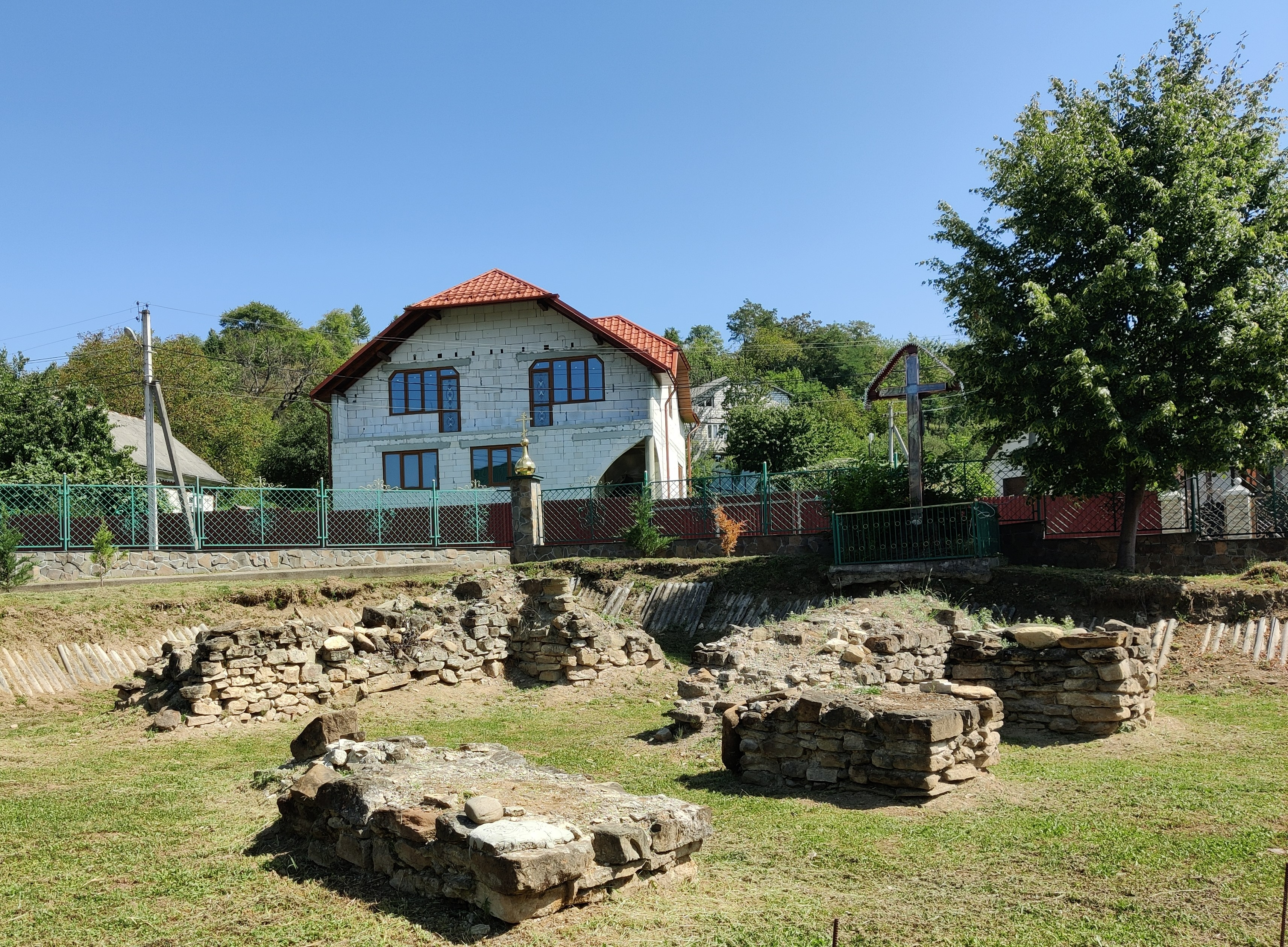
Фундаменти зруйнованого монастиря

В 1997—1998 роках здійснювались археологічні дослідження монастиря, проведені українськими та румунськими науковцями з Ужгороду та Бая-Маре. Дослідження віднайшли фундамент шириною 1-1,5 м, підвальне приміщення монастиря, старовинні фрески, коричневі уламки стін, залишки кераміки та людські рештки (зокрема із слідами насилля), а також чотири богослужбові книги й «Буквар». Також були віднайдені сліди дерев'яної забудови ХVІ–ХVІІ ст. На місці давнього монастиря стоїть кам'яний хрест. Частково розкопки на території монастиря здійснювались монахами при облаштуванні монастиря, проте вони були припинені після втручання науковців.

## Сучасний стан
Перша літургія на території монастиря проведена в 1991 році. 31 жовтня 2001 р. Грушівська сільська рада надала 0.7 га землі для відновленого монастиря. 22 лютого 2004 р. Грушівська сільська рада рішенням № 11 надала дозвіл на відбудову монастиря.
З 2004 по 2006 роки діяв Грушівський жіночий монастир Архангела Михаїла, а з липня 2006 року діє чоловічий православний монастр УПЦ (МП). В 2008 році в онастирі проживали чотири ієромонахи та декілька послушників. Архімандрит монастиря — єпископ Угольський Симеон (Голубка Степан Миколайович).
На території монастиря побудовані 2 житлових корпуси і храм, із дзвіницею на ньому.
В підпорядкуванні монастир має Іллінський чоловічий скит (смт. Дубове, Закарпатська обл.).

### Святині монастиря
В монастирі зберігаються такі святині:
- список чудотворної ікони Пресвятої Богородиці «Всецариця» (зроблений на Афоні);
- частки мощей Києво-Печерських святих.[9]